# 南宋御街

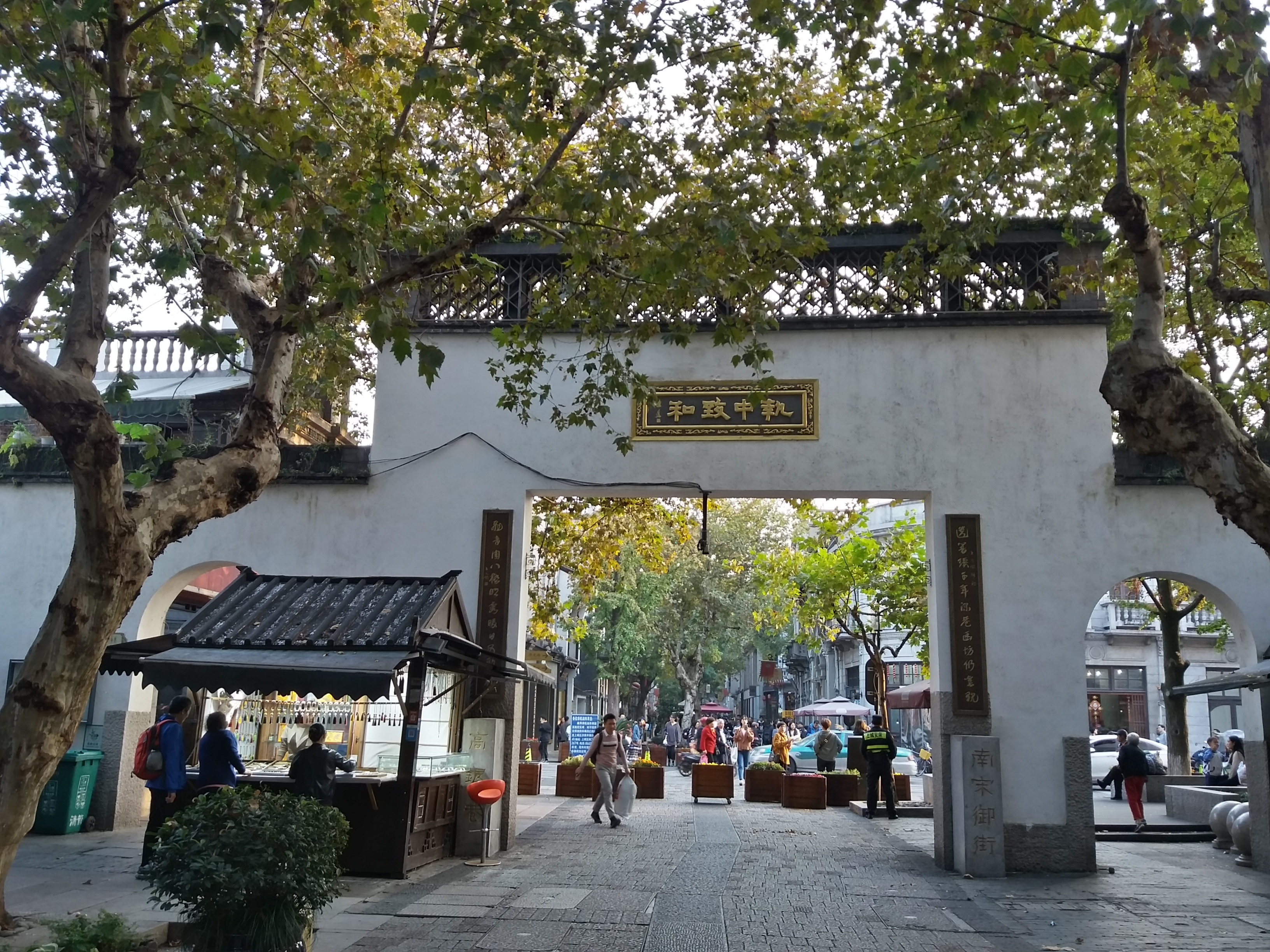
南宋御街

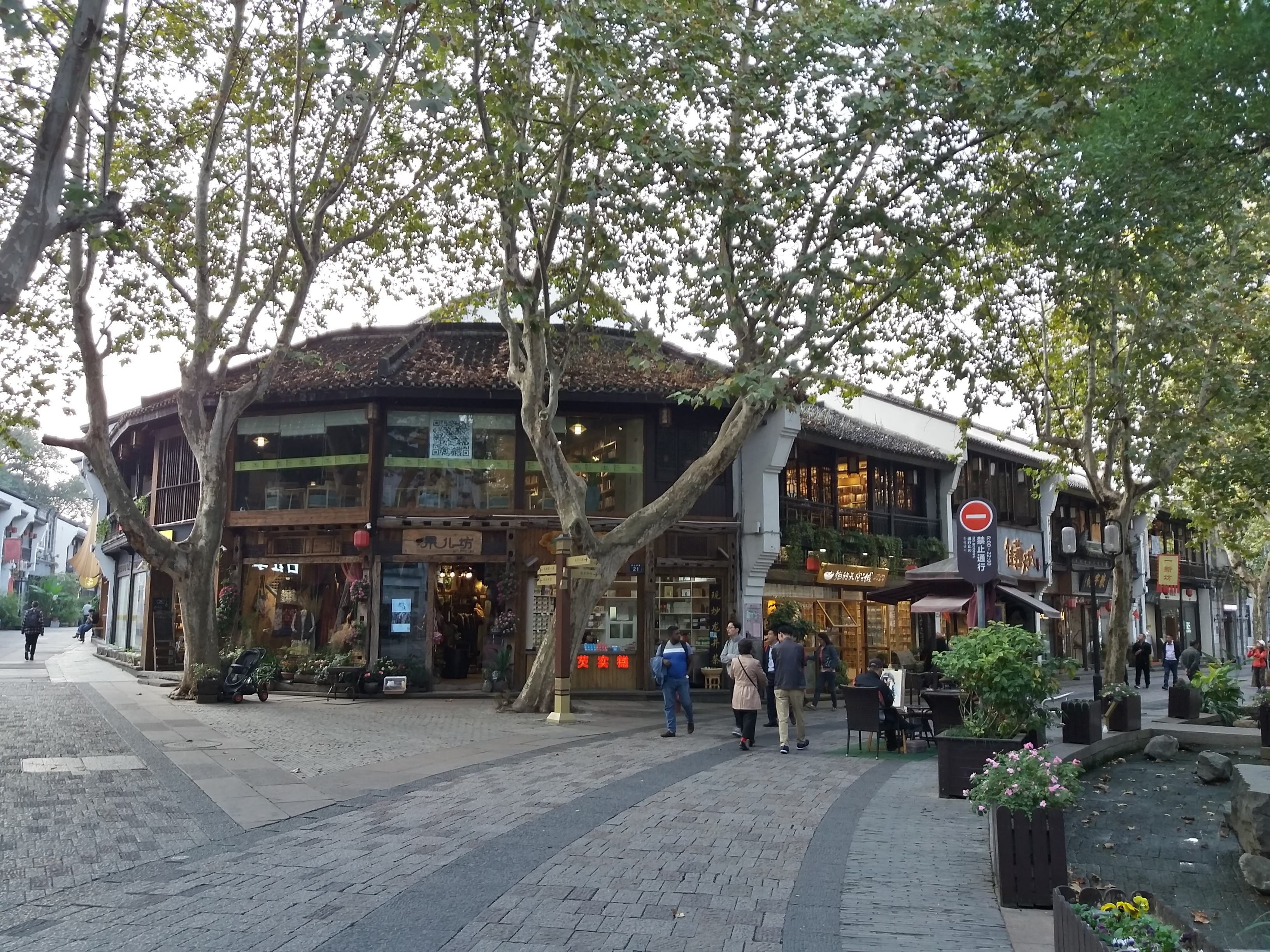
南宋御街

南宋御街（なんそうぎょがい、英語: southem song imperial street）は、南宋の都城の臨安の主要な街の一つである。
御街は皇城北門和寧門（現在の万松嶺と鳳凰山路の交差点）外から、朝天門（鼓楼）、中山中路、中山北路、観橋（現在の貫橋）、鳳起路と武林路の交差点の一帯。南宋臨安城の中軸線。全長は4185メートル。御街は四孟（孟春、孟夏、孟秋、孟冬）の時、景霊宮（現在の武林路の西側、皇室祖先塑像の供奉の場所）に行くため、祖宗の朝拝の専用な道路であった。